# Strekoza
Strekoza (en russe : Стрекоза, qui signifie littéralement « La Libellule »), est un hebdomadaire humoristique russe fondé à Saint-Pétersbourg en 1875 par Ippolit Vassilevski (ru). Il est successivement édité par Hermann et Mikhaïl Kornfeld. A sa parution, son prix au numéro est de  
20 kopecks.
Anton Tchekhov y a publié des nouvelles au début des années 1880. Il était payé cinq kopecks la ligne de neuf mots.
Parmi les dessinateurs ayant collaboré avec le journal on peut nommer Mstislav Doboujinski, Alexander Lebedev, Nicolai Remisoff, Alexandre Iacovleff,,.
En 1905, avec le départ de Vassilevski commence le déclin de la popularité du Strekoza. Le journal sortira pendant quelque temps sous le nouveau titre Sproute (Спрут qui signifie «La Pieuvre»). Au même moment, l'un de ses collaborateurs, Arkady Avertchenko, lance un nouvel hebdomadaire Satirikon adoptant une même approche humoristique de l'information, qui en 1908 finira par incorporer la rédaction du Strekoza.
.